# 拉加尔德 (上普罗旺斯阿尔卑斯省)
拉加尔德（法語：La Garde，法語發音：[la ɡaʁd]）是法国上普罗旺斯阿尔卑斯省的一个市镇，属于卡斯泰拉讷区。

## 地理
拉加尔德（43°49'49"N, 6°33'26"E）面积16.63 平方千米，位于法国普罗旺斯-阿尔卑斯-蓝色海岸大区上普罗旺斯阿尔卑斯省，该省份为法国东南部内陆省份，北起上阿尔卑斯省，西接沃克吕兹省，西北接德龙省，南至瓦尔省，东临滨海阿尔卑斯省，东北部与意大利接壤。
与拉加尔德接壤的市镇（或旧市镇、城区）包括：卡斯泰拉讷、代芒多尔、佩鲁勒、沙托维约。

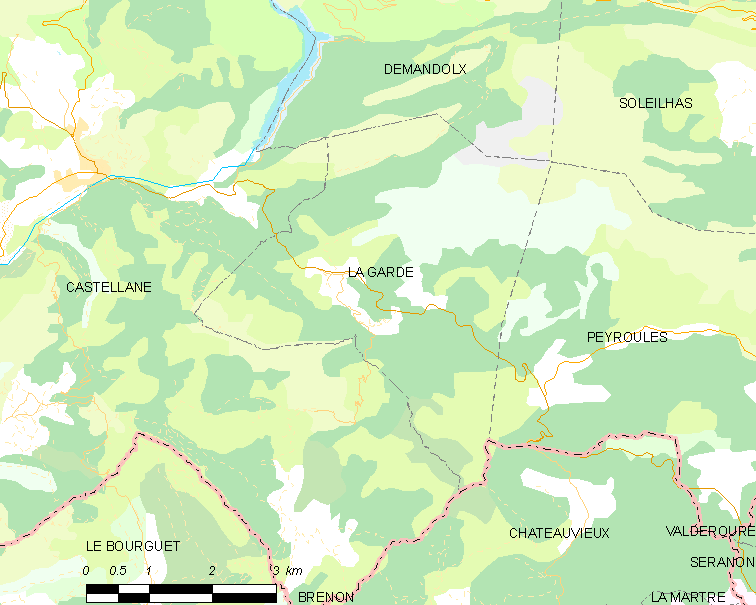
的OSM定位图

拉加尔德的时区为UTC+01:00、UTC+02:00（夏令时）。

## 行政
拉加尔德的邮政编码为04120，INSEE市镇编码为04092。

## 政治
拉加尔德所属的省级选区为卡斯泰拉讷县。

## 人口

1962-2008年间人口变化图示

拉加尔德于2022年1月1日时的人口数量为126人。